# Бялобжеґ-Дальши
Бялобжеґ-Дальши (пол. Białobrzeg Dalszy) — село в Польщі, у гміні Ольшево-Борки Остроленцького повіту Мазовецького воєводства.
Населення — 145 осіб (2011).
У 1975-1998 роках село належало до Остроленцького воєводства.

## Демографія
Демографічна структура станом на 31 березня 2011 року:
|          | Загалом | Допрацездатний вік | Працездатний вік | Постпрацездатний вік |
| -------- | ------- | ------------------ | ---------------- | -------------------- |
| Чоловіки | 65      | 9                  | 49               | 7                    |
| Жінки    | 80      | 19                 | 46               | 15                   |
| Разом    | 145     | 28                 | 95               | 22                   |